# 十和田観光電鉄ED300形電気機関車

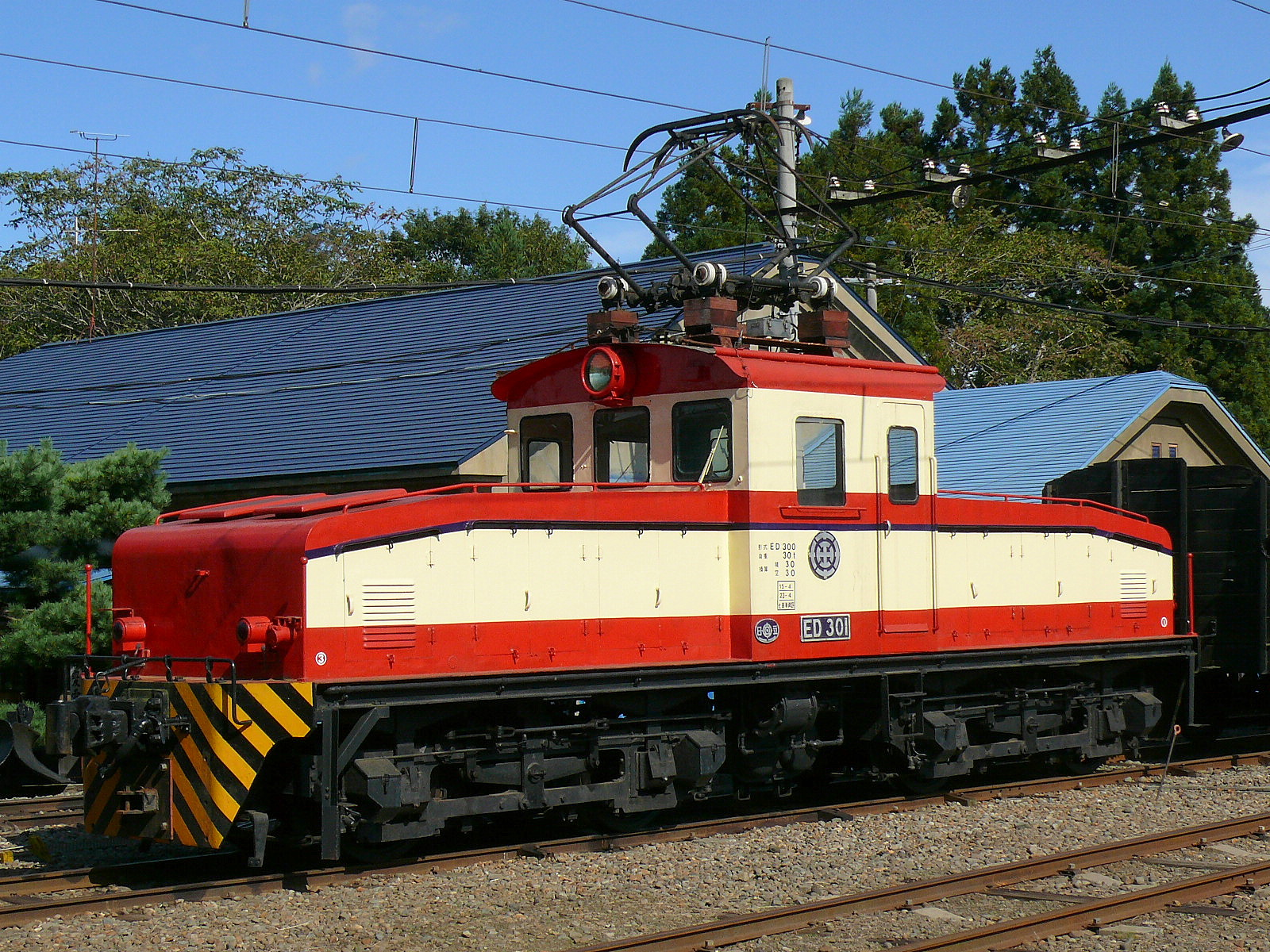
ED301（2009年撮影）

十和田観光電鉄ED300形電気機関車（とわだかんこうでんてつED300がたでんききかんしゃ）は、十和田観光電鉄にかつて在籍していた直流用電気機関車である。

## 概要
1951年（昭和26年）、十和田鉄道線が762mmから1,067mmに改軌されるのと同時に直流1,500Vにより電化された際に、車両置き換えのため日立製作所笠戸工場でED301の1両が新造された。形式番号の「30」は、運転整備重量が30tであることに由来し、動軸数4の電気機関車の1号機であることから、ED301と名づけられたものである。
同時期に十和田鉄道が購入した同社製の電車モハ2400形・クハ2400形とモーターやブレーキの部品が共通で、尾灯脇にはクハ2400形牽引用のジャンパー栓(電灯電源用)を設置している。これはメンテナンスの効率化・軽減化のためという。
当初は貨物列車以外に、混合列車に運用されていたが、モハ3400形の登場後は貨物専用となり、ED400形の就役後は予備機となった。台車が板台枠のため走行時の動揺が激しいことから、社内規定により最高速度は50km/hに制限されている。
1986年（昭和61年）の十和田観光電鉄の貨物輸送廃止後は、2012年（平成24年）の廃線まで除雪および工事用として運用された。

## 主要諸元
- 全長：10,850mm
- 全幅：2,515mm
- 全高：3,780mm
- 運転整備重量：30.0t
- 電気方式：直流1500V（架空電車線方式）
- 軸配置：B-B
- 主電動機：HS-226CY　90.0kW×4基